# دومينيك كروتي
دومينيك كروتي (بالإنجليزية: Dominic Crotty)‏ هو لاعب اتحاد الرغبي أيرلندي، ولد في 26 يوليو 1974 في كورك في جمهورية أيرلندا.